# 清乃華玉誉
清乃華 玉誉（きよのはな おうよ、1950年11月8日 - ）は、大阪府大阪市東成区生まれで、両親の故郷である中華人民共和国・福建省出身と称していた元大相撲力士。本名は張 禮華→吉田 一至（よしだ かずし）。現役時代は花籠部屋所属で、身長176cm・体重104kg（1977年5月場所）。最高位は西十両5枚目（1977年9月場所）。得意技は右四つ、内掛け、櫓投げ。清風高等学校中退。

## 来歴
清風高校在学中は器械体操選手だった（同校は器械体操の名門校として知られる）。同校を中退し1968年5月場所で初土俵を踏む。幕下時代の1973年4月に日中国交回復記念の大相撲中国公演に特別参加。1974年7月場所に新十両（その際に出身地を改める）。1978年9月場所限りで廃業。
器械体操経験者らしい筋肉質の体格と長いもみあげが特徴だった。
廃業後は「ちゃんこ北の富士」で修業し、1979年9月にその恵比寿店を買い取り「ちゃんこ部屋」に改称して独立。1986年に日本国籍を取得し、夫人の姓を用いた上記の日本名に改名。
かつての自身と同じ中国人の蒼国来栄吉（内モンゴル自治区出身。後に清乃華と同じく日本国籍取得）が十両に昇進した際には、雑誌「相撲」（ベースボール・マガジン社、2010年1月号）の企画として、「ちゃんこ部屋」を蒼国来が訪問するという形で対談が組まれた。

## 主な成績
- 通算成績：281勝255敗2休 勝率.524
- 十両成績：84勝111敗 勝率.431
- 現役在位：63場所
- 十両在位：13場所

### 場所別成績
| | 一月場所 初場所（東京） | 三月場所 春場所（大阪） | 五月場所 夏場所（東京） | 七月場所 名古屋場所（愛知） | 九月場所 秋場所（東京） | 十一月場所 九州場所（福岡） |
| --- | ----------------------- | ----------------------- | ----------------------- | --------------------------- | ----------------------- | --------------------------- |
| 1968年 （昭和43年） | x                       | x                       | （前相撲）              | 東序ノ口7枚目 6–1           | 西序二段44枚目 5–2      | 東三段目96枚目 5–2          |
| 1969年 （昭和44年） | 東三段目57枚目 7–0      | 東幕下42枚目 1–6        | 東三段目5枚目 4–3       | 東幕下57枚目 4–3            | 西幕下45枚目 3–4        | 東幕下53枚目 6–1            |
| 1970年 （昭和45年） | 東幕下30枚目 3–4        | 東幕下34枚目 4–3        | 東幕下30枚目 3–4        | 西幕下35枚目 4–3            | 東幕下26枚目 3–4        | 西幕下33枚目 6–1            |
| 1971年 （昭和46年） | 東幕下12枚目 2–5        | 東幕下26枚目 1–6        | 西幕下50枚目 5–2        | 西幕下26枚目 3–4            | 西幕下35枚目 4–3        | 西幕下30枚目 4–3            |
| 1972年 （昭和47年） | 東幕下25枚目 4–3        | 東幕下22枚目 4–3        | 西幕下19枚目 4–3        | 東幕下14枚目 3–4            | 東幕下20枚目 4–3        | 東幕下18枚目 6–1            |
| 1973年 （昭和48年） | 東幕下5枚目 3–4         | 東幕下8枚目 3–4         | 西幕下12枚目 2–5        | 東幕下28枚目 4–3            | 西幕下21枚目 4–3        | 東幕下18枚目 4–3            |
| 1974年 （昭和49年） | 東幕下14枚目 5–2        | 西幕下7枚目 4–3         | 東幕下4枚目 6–1         | 東十両12枚目 8–7            | 西十両8枚目 7–8         | 西十両11枚目 6–9            |
| 1975年 （昭和50年） | 西幕下2枚目 3–4         | 西幕下5枚目 3–4         | 西幕下10枚目 5–2        | 東幕下3枚目 5–2             | 西十両13枚目 9–6        | 東十両10枚目 7–8            |
| 1976年 （昭和51年） | 東十両12枚目 8–7        | 西十両10枚目 2–13       | 西幕下13枚目 3–4        | 西幕下17枚目 5–2            | 東幕下9枚目 5–2         | 東幕下3枚目 4–3             |
| 1977年 （昭和52年） | 西幕下2枚目 6–1         | 東十両11枚目 7–8        | 西十両12枚目 9–6        | 東十両8枚目 8–7             | 西十両5枚目 5–10        | 西十両11枚目 5–10           |
| 1978年 （昭和53年） | 東幕下7枚目 4–3         | 東幕下4枚目 5–2         | 東十両12枚目 3–12       | 東幕下12枚目 5–2            | 西幕下5枚目 引退 1–4–2  | x                           |
| 各欄の数字は、「勝ち-負け-休場」を示す。 優勝 引退 休場 十両 幕下 三賞：敢=敢闘賞、殊=殊勲賞、技=技能賞 その他：★=金星 番付階級：幕内 - 十両 - 幕下 - 三段目 - 序二段 - 序ノ口 幕内序列：横綱 - 大関 - 関脇 - 小結 - 前頭（「#数字」は各位内の序列） |                         |                         |                         |                             |                         |                             |

## 改名歴
- 清ノ華（きよのはな）1968年5月場所 - 1968年7月場所
- 清の華（きよのはな）1968年9月場所
- 清ノ華（きよのはな）1968年11月場所 - 1971年1月場所
- 清の華（きよのはな）1971年3月場所 - 1971年7月場所
- 清ノ華（きよのはな）1971年9月場所 - 1971年11月場所
- 清の華（きよのはな）1972年1月場所
- 清ノ華（きよのはな）1972年3月場所
- 清の華（きよのはな）1972年5月場所
- 清ノ華（きよのはな）1972年7月場所 - 1972年11月場所
- 清の華（きよのはな）1973年1月場所
- 清ノ華（きよのはな）1973年3月場所 - 1973年5月場所
- 張（ちょう）1973年7月場所 - 1974年1月場所
- 清ノ華 禮華（きよのはな れいか）1974年3月場所 - 1974年9月場所
- 清ノ華 王誉（きよのはな おうよ）1974年11月場所 - 1977年1月場所
- 清乃華 玉誉（きよのはな おうよ）1977年3月場所 - 1978年9月場所